# Raška (općina)
Općina Raška jedna je od općina u Srbiji. Nalazi se u njenom jugozapadnom dijelu, u Raškom okrugu. U 61 naseljenom mjestu, općina ima 26,981 stanovnika (2002.) od čega 96% čine Srbi.

## Zemljopisni položaj
Općina zahvaća središni dio Ibarske doline, zapadne dijelove Kopaonika i istočne padine Golije. Dolinom Ibra je na sjeveru povezana sa Zapadnim Pomoravljem i Šumadijom, na jugu s Kosovom i Metohijom, na istoku dolinom Jošanice, desnom pritokom Ibra, s Aleksandrovačkom župom i Toplicom, i na jugozapadu dolinom rijeke Raške s Crnom Gorom. Zauzima površinu od 666 km².

## Klima
Klima je umjereno kontinentalna. Hidrografska mreža je gusta, jer na 1 km² teritorija općine Raška dolazi 550 m vodenih tokova. Prostor obiluje hidrološkim prirodnim rijetkostima, koje čine: radioaktivni izvori, jezera, vrela i termalni izvori.

## Gospodarstvo
Vodeće privredne grane su industrija, rudarstvo, turizam i poljoprivreda. Najznačajniji proizvodi industrije koji su traženi i na svjetskom tržištu su magnezij, bezalkalno stakleno vlakno i rezana građa. Rudno bogatstvo općine je raznovrsno (kameni ugljen, azbest, olovo, cink itd). Proces industrijalizacije započet je krajem sedamdesetih i početkom osamdesetih godina 20. stoljeća.

## Vanjske poveznice
- Službena prezentacija  Arhivirana inačica izvorne stranice od 8. siječnja 2010. (Wayback Machine)
- Galerija fotografija  Arhivirana inačica izvorne stranice od 11. ožujka 2007. (Wayback Machine)